# Glazba u 1549.
◄◄ | ◄ | 1546. | 1547. | 1548. | 1549.  | 1550. | 1551. | 1552. | ► | ►►
Arhitektura • Astronomija • Glazba • Kazalište • Kiparstvo • Knjige • Književnost • Kršćanstvo • Medicina • Politika • Pravo • Promet • Slikarstvo • Znanost
Glazba u 1549.

## Svijet

### Glazbena djela
- Claude Goudimel – knjiga šansona.
- Hans Neusidler – Das ander Buch: ein new künstlich Lauten Buch
- Gian Domenico del Giovane da Nola – Moteti za pet glasova. for five voices.

### Rođenja
- 9. prosinca – Costanzo Antegnati – talijanski graditelj orgulja, orguljaš i skladatelj

## Vanjske poveznice
|  | Zajednički poslužitelj ima još gradiva o temi Glazba u 1549. |